# Диана (филм)
Вижте пояснителната страница за други значения на Диана.
„Диана“ е българска телевизонна новела (любовна драма, късометражен) от 1986 година на режисьора Димитър Караджов, по сценарий на Тошо Тошев. Оператор на филма е Георги Атанасов, а музиката е на Венелин Венев и Боримир Дончев. Художник е Петър Николов..

## Актьорски състав
| Роля                | Изпълнител     |
| ------------------- | -------------- |
| инж. Русинов        | Кольо Дончев   |
| проектантката Диана | Анна Петрова   |
| шофьорът Сашо       | Венелин Венев  |
|                     | Елзи Димитрова |